# Світлана Усенко
Світла́на Усе́нко — українська журналістка, ведуча, автор документальних фільмів.

## Життєпис
Працювала в новинах понад 15 років.
Була ведучою шоу соціальних провокацій «Моя хата скраю» і проєкту «Секс-місія» на телеканалі 1+1.

## Доробок
Є автором гучних фільмів:
- «Таємниці генія Шевченка»,
- «Секрети Степана Бандери»,
- «Розщеплені на атоми»[2],
- «Діти перемоги»,
- «ТСН. 20 років»[3].

## Відзнаки
- Національна премія України в галузі телебачення «Телетріумф» у номінації «Репортер» (2008)[4].